# 2-acilglicerolo O-aciltransferasi
La 2-acilglicerolo O-aciltransferasi è un enzima appartenente alla classe delle transferasi, che catalizza la seguente reazione:
acil-CoA + 2-acilglicerolo ⇄ CoA + diacilglicerolo
Numerosi 2-acilgliceroli possono agire come accettori; il palmitoil-CoA ed altri acil-CoA a catena lunga possono agire come donatori. Le posizioni sn-1 e sn-3 sono entrambe acilate, ma nella stessa quantità.